# 佳洪
49°9′22″N 29°15′13″E / 49.15611°N 29.25361°E
佳洪（羅馬化：Tiahun）是烏克蘭西部文尼察州文尼察區伊林齊市鎮的村莊。該村處於內明卡河畔，始建於1750年，面積2.12平方公里，2001年人口563。